# بيدروبة مركزي (حسينية انديمشك)
بیدروبة مرکزي (بالفارسية: بیدروبه‌مرکزی) هي قرية تقع في إيران في قسم حسینیة الريفي. يقدر عدد سكانها بـ 1,904 نسمة .